# (120178) 2003 OP32
(120178) 2003 OP32 còn được viết là (120178) 2003 OP32 là một thiên thể bên ngoài Sao Hải Vương (TNO) nằm trong vành đai Kuiper. Nó được phát hiện vào ngày 26 tháng 7 năm 2003 bởi Michael Brown thuộc nhóm Caltech, Chad Trujillo của Đài thiên văn Gemini và David Rabinowitz ở trường Đại học Yale cùng nhau phát hiện tại Núi Palomar ở California.